# Sparta Nordhorn
Der Nordhorner SV Sparta 09 ist ein Fußballverein aus der niedersächsischen Stadt Nordhorn, Kreisstadt der Grafschaft Bentheim. Der Verein wurde am 22. Januar 1909 zunächst unter dem Namen FC Sparta Nordhorn gegründet. Als neben dem Fußball auch andere Sportarten in das Vereinsleben aufgenommen wurden, kennzeichnete man das erweiterte Programm auch im Namen und der Verein erhielt im Januar 1911 die heute noch gültige Bezeichnung NSS (Nordhorner Sportverein Sparta). Die Vereinsfarben sind Rot-Weiß-Grün.

## Geschichte
In 100 Jahren Vereinsgeschichte wurden folgende Sportarten im Verein betrieben: Turnen, Schwimmen, Wasserball, Leichtathletik, Gesang, Schießen, Handball, Boxen, Faustball, Tischtennis, Tennis, Volleyball und Boule. Der Verein leistete hinsichtlich des Breitensports vor allem in den 1920er und 1930er Jahren absolute Pionierarbeit im niedersächsischen Grenzgebiet zu den Niederlanden und war in dieser Zeit der weitaus größte Verein in der Region und einer der führenden Vereine im Osnabrücker und im Münsterland.
Im Jahr 1929 stieg man in die neu geschaffene Sonderklasse Westfalen auf, die damals die höchste deutsche Spielklasse darstellte. Man hielt sich dort bis 1932 und spielte gegen Vereine wie den VfL Osnabrück, Preußen Münster, Borussia Rheine, Spielvereinigung Herten oder Teutonia Lippstadt. Arminia Bielefeld wurde gar im ersten Spiel in dieser Liga mit 8:2 bezwungen.
Im Jahr 1938 wurde Sparta Meister des Bezirks Osnabrück, scheiterte jedoch in den Aufstiegsspielen zur Gauliga Niedersachsen, damals ebenfalls höchste deutsche Liga, an der Militärmannschaft der Bückeburger Jäger.
Die Zugehörigkeit zur Amateuroberliga Niedersachsen-West, seinerzeit zweithöchste deutsche Spielklasse, in der Zeit von 1952 bis 1958 und von 1960 bis 1964 war die zweite große Ära der Sparta-Fußballer. Die Gegner hießen beispielsweise VfB Oldenburg, Arminia Hannover, Kickers Emden oder der SV Meppen. In diese Zeit fielen auch hochklassige Ortsderbys gegen den Nachbarn Eintracht Nordhorn, die regelmäßig 5.000 bis 8.000 Zuschauer auf die Sportplätze lockten. Nach dem Abstieg im Jahr 1964 verabschiedete sich der Verein nach und nach vom höherklassigen Amateurfußball.
Auch die anderen Sparten feierten überregionale Erfolge. Speziell die 1950er Jahre, als die Tischtennis-Mannschaft in der zweithöchsten deutschen Liga aufschlug und die Leichtathleten reihenweise Bezirks- und Landesmeistertitel sammelten, waren eine Glanzzeit des Vereins.
Seit 1987, als sich die Tennisabteilung (heute: TV Sparta 87) und die Handballabteilung (heute: HSG Nordhorn) vom Hauptverein lösten und selbständig machten, ist Sparta Nordhorn ein reiner Fußballverein, der zurzeit (Stand: Juni 2014) rund 800 Mitglieder umfasst. Die 1. Fußballmannschaft stieg 2013 in die Kreisliga Bentheim auf und ist seit 1960 auf dem Jahnplatz in Nordhorn zu Hause.